# Любич-Парахоняк, Александра Ивановна
Александра Ивановна Любич-Парахоняк (до замужества — Парахоняк) (укр. Олекса́ндра Іва́нівна Лю́бич-Парахоня́к; 14 марта 1892, Станислав, Австро-Венгрия — 23 февраля 1977, Винники, Львовская область, УССР) — украинская оперная певица (лирико-драматическое сопрано).

## Биография
Родилась в семье железнодорожного служащего. В 1905 году переехала во Львов, где ею заинтересовались местные музыкальные специалисты, на большой талант обратили внимание музыкальные критики, а вокальные данные отметили искусствоведы. Стала выступать на концертной сцене. На одном из концертов в 1911 году пела вместе с Соломией Крушельницкой.
В 1912—1914 годах обучалась во Львовской и Варшавской (вокалу у А. Мишуги) консерваториях.
В 1917 году дебютировала на сцене Львовской оперы в оперетте К. Целлера «Штыгар». Выступала в театрах Кракова, Катовице, Познани, Торуня, Быдгоща.
Выступала, в основном, с драматическими партиями.

## Избранные партии
- Чио-Чио-Сан («Мадам Баттерфляй» Джакомо Пуччини),
- Маргарита («Фауст»),
- Мими («Богема» Джакомо Пуччини),
- Оксана («Запорожец за Дунаем» С. Гулака-Артемовского),
- Наталка («Наталка Полтавка» Н. Лысенко),
- Татьяна, Иоланта («Евгений Онегин» , «Иоланта» П. Чайковского),
- Галька (одноименная опера С. Монюшко),
- Аида (одноименная опера Дж. Верди).

Пела в хорах общества «Боян» и «Бандурист». Более 20 лет певица концертировала по оперным театрам мира.
В 1937 году оставила сцену. Поселилась в местечке Винники близ Львова.

## Память
- Именем Александры Любич-Парахоняк названа одна из улиц Винников.